# Philipp Wilhelm von Rieder
Philipp Wilhelm von Rieder († um 1622) war ein anhaltinischer Hofbeamter.

## Leben
Philipp von Rieder war einziger Sohn von 13 Kindern des anhaltinischen Hauptmanns Moritz von Rieder, welcher das Erwachsenenalter erreichte, und dessen Ehefrau Magdalena von Eydersdorff.
1610 wurde er am Hof des Fürsten Rudolf von Anhalt-Zerbst zum Stallmeister und Geheimen Rat ernannt. 1618 erreichte er den Höhepunkt seiner Karriere mit der Ernennung zum fürstlichen Hofmarschall.
1622 wurde von Rieder durch Fürst Ludwig I. von Anhalt-Köthen in die Fruchtbringende Gesellschaft aufgenommen. Der Fürst verlieh ihm den Gesellschaftsnamen Der Sträubliche und das Motto Im Wasser. Als Emblem wurde ihm eine Wassernuß wie sie wächst, also die Wassernuss (Trapa natans) zugedacht. Im Köthener Gesellschaftsbuch findet sich sein Eintrag unter der Nr. 40.
Da von Rieder unverheiratet und ohne Nachkommen blieb, starb mit ihm sein Geschlecht im Mannesstamme aus.

## Weblink
- Mitgliederverzeichnis der Fruchtbringenden Gesellschaft